# Гадюка Вагнера
Гадюка Вагнера (лат. Vipera wagneri) — вид ядовитых змей рода настоящих гадюк семейства гадюковых. Вид назван в честь немецкого исследователя 19-го века Морица Вагнера, который в 1846 году собрал типовой экземпляр.
Тело длиной от 70 до 95 см. Основная окраска самцов серая, у самок — коричневато-бежевая. Кроме того, рисунок из тёмных пятен с чёрной каймой и коричневой серединой у самцов чёткий и яркий, в то время как у самок он тусклее. Брюшная сторона светло-серого цвета с чёрными пятнами.
Гадюка населяет горные местности на востоке Турции севернее озера Ван и соседние западные регионы Ирана на высоте от 1200 до 2000 м над уровнем моря. Предпочитает скалистые участки с редкой растительностью, чаще вблизи небольших ручьёв.
Активна днём, особенно рано утром и во второй половине дня. При угрозе издаёт громкое шипение. Впадает в зимнюю спячку на несколько месяцев. Питается мелкими млекопитающими, ящерицами и птицами.
Яйцеживородящая змея. Молодые змеи появляются длиной 15 см.